# Cyligramma duplex
Cyligramma duplex es una especie de polilla del género Cyligramma, familia Noctuidae, orden Lepidoptera. Fue descrita por Achille Guenée en 1852.
Según informes, muchos individuos muertos se encuentran cubiertos de hongos blancos.

## Distribución
Se distribuye por África: Madagascar.